# キンポウゲ属
キンポウゲ属（キンポウゲぞく、学名: Ranunculus）(金鳳花) は、キンポウゲ目キンポウゲ科の植物の一属。属名の英語読みのラナンキュラスは、本属の植物の総称、あるいはハナキンポウゲやハイキンポウゲなど特定の種のことを指すことが多い。キンポウゲ科の模式属。
属名のRanunculusには「小さなカエル」の意味があり本属に属する植物に多く見られる菊葉の葉の形状をカエルの足に見立てたことに由来する。また本属には湿地や水辺を好む種も多く存在し生育域でもカエルと重複するため本属の種とカエルが同時に見られることも多い。

## 特徴
キンポウゲ属の種は、ほとんどが多年生の草本植物であるが、一年草や二年草となる種もある。花の色が殆どの種で黄色または白色（中心部は黄色であることが多い）で、オレンジ色もしくは赤色の花を持つ種もわずかに存在する。花弁は5枚の種が多い。
生育環境は多岐にわたり、草地や山地、高山のほか、バイカモのように水生の種もいる。
キンポウゲ属の種はラヌンキュリンという成分を含んでおり、それが分解されるとプロトアネモニンという有毒物質となる。プロトアネモニンは皮膚炎の原因にもなり、キンポウゲ属の種をウシやウマなどの家畜が食べると中毒を起こす。プロトアネモニンは心臓毒としても作用するため本属や同じキンポウゲ科の別属のアネモネ属（イチリンソウ属）などのプロトアネモニンを含む植物を誤食すると心停止などの重篤症状を引き起こす場合もあり、これは人が誤食した時も同様である。ただし同成分は乾燥させることによって量が低減するため、干し草に含まれる場合は問題ない。キンポウゲ属で食用となるのはバイカモのみである。

## 主な種
- ヒメタガラシ Ranunculus abortivus
- アクリスキンポウゲ R. acris
  - コリンキンポウゲ R. acris var. monticola
  - ミヤマキンポウゲ R. acris var. nipponicus
    - コミヤマキンポウゲ R. acris var. nipponicus f. yuparensis
      - ケナシミヤマキンポウゲ R. acris var. nipponicus subvar. glabrescens
- モウコキンポウゲ R. affinis
- アルパイン・バターカップ R. alpestris
- タカネキンポウゲ R. altaicus subsp. shinanoalpinus
- ウォーター・バターカップ R. aquatilis
- イトキツネノボタン R. arvensis
- オオバイカモ R. ashibetsuensis
- ハナキンポウゲ R. asiaticus
- タマキンポウゲ (セイヨウキンポウゲ) R. bulbosus
- ケキツネノボタン R. cantoniensis
- コキツネノボタン R. chinensis
- ヒメリュウキンカ R. ficaria
- マツバキンポウゲ R. flammula
- タカネキツネノボタン R. formosa-montanus
- エゾキンポウゲ R. franchetii
- カラクサキンポウゲ R. gmelinii
- グラスリーブド・バターカップ R. gramineus
- オオウマノアシガタ R. grandis
  - シコタンキンポウゲ R. grandis var. austrokurilensis
  - グンナイキンポウゲ R. grandis var. mirissimus
- ツルキツネノボタン R. hakkodensis
- キタカタキンポウゲ R. hasunumae
- セタナキンポウゲ R. hondanus
- ウマノアシガタ R. japonicus
  - アカギキンポウゲ R. japonicus var. akagiensis
    - ヤエザキアカギキンポウゲ R. japonicus var. akagiensis f. plenus

  - イブキキンポウゲ R. japonicus var. ibukiensis
  - ノハラキンポウゲ R. japonicus var. pratensis
  - コキンポウゲ R. japonicus var. rostratus
  - シロウマノアシガタ R. japonicus f. coloratus
  - キンポウゲ R. japonicus f. pleniflorus
- チャボキンポウゲ R. junipericola
- キタダケキンポウゲ R. kitadakeanus
- グレーター・スピアワート R. lingua
- トゲミノキツネノボタン R. muricatus
- ヒナキンポウゲ R. nankotaizanus
- イチョウバイカモ R. nipponicus
  - ミシマバイカモ R. nipponicus var. japonicus
  - オオイチョウバイカモ R. nipponicus var. major
  - ヒルゼンバイカモ R. nipponicus var. okayamensis	 
  - エチゴバイカモ R. nipponicus var. ohtagawaensis
  - バイカモ R. nipponicus var. submersus

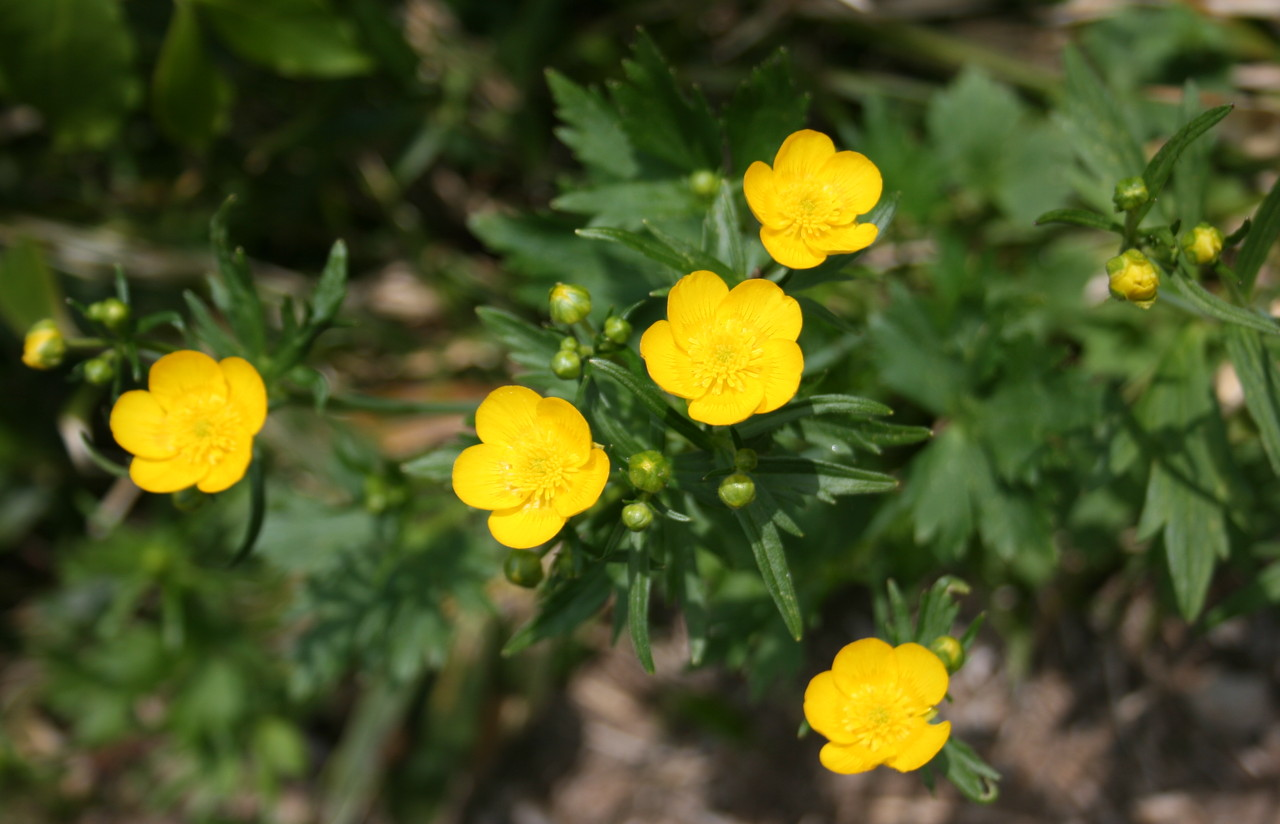
チシマヒキノカサ R. nivalis
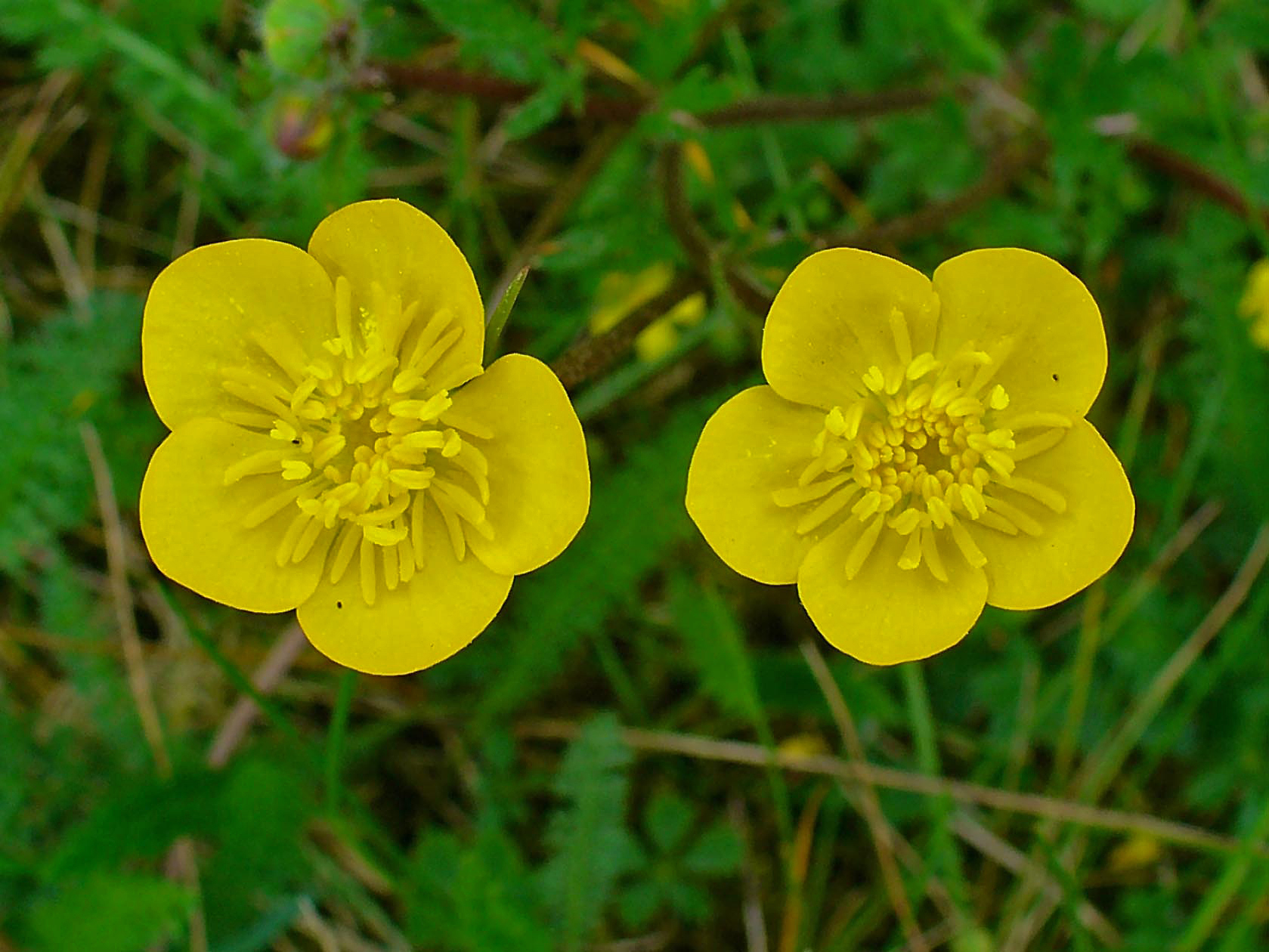
ラウンド・リーブド・クロウフット R. omiophyllus
- カラフトキンポウゲ R. pallasii
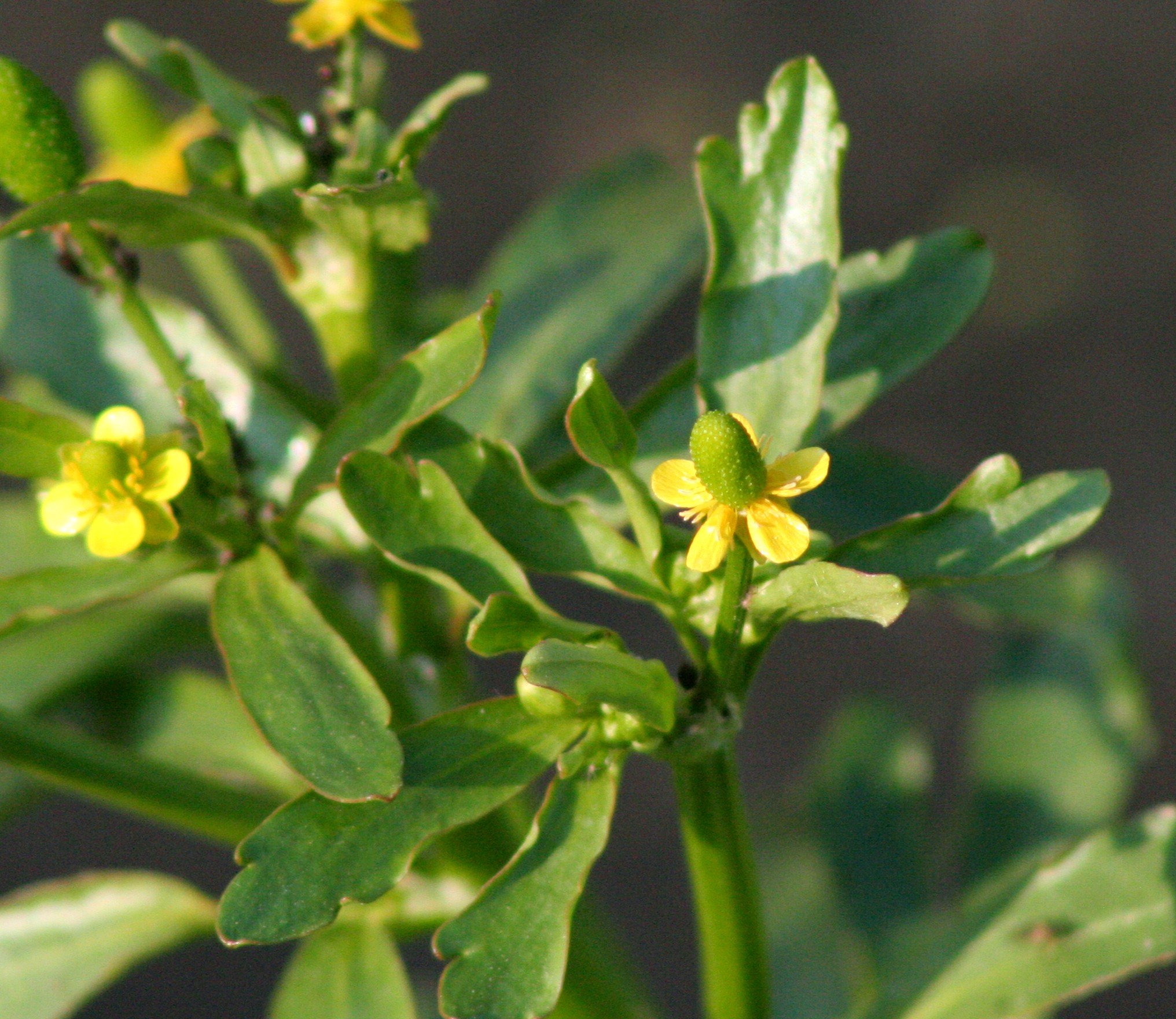
オトメキンポウゲ R. pulchellus
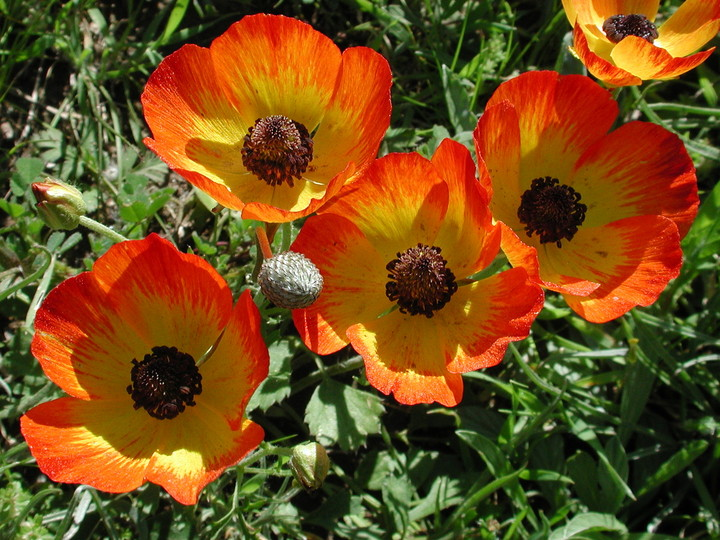
クモマキンポウゲ R. pygmaeus
- ハイキンポウゲ R. repens
- イトキンポウゲ R. reptans
- イボミキンポウゲ R. sardous
- タガラシ R. sceleratus
  - キツネノタガラシ R. sceleratus x R. silerifolius
- シマキツネノボタン R. sieboldii
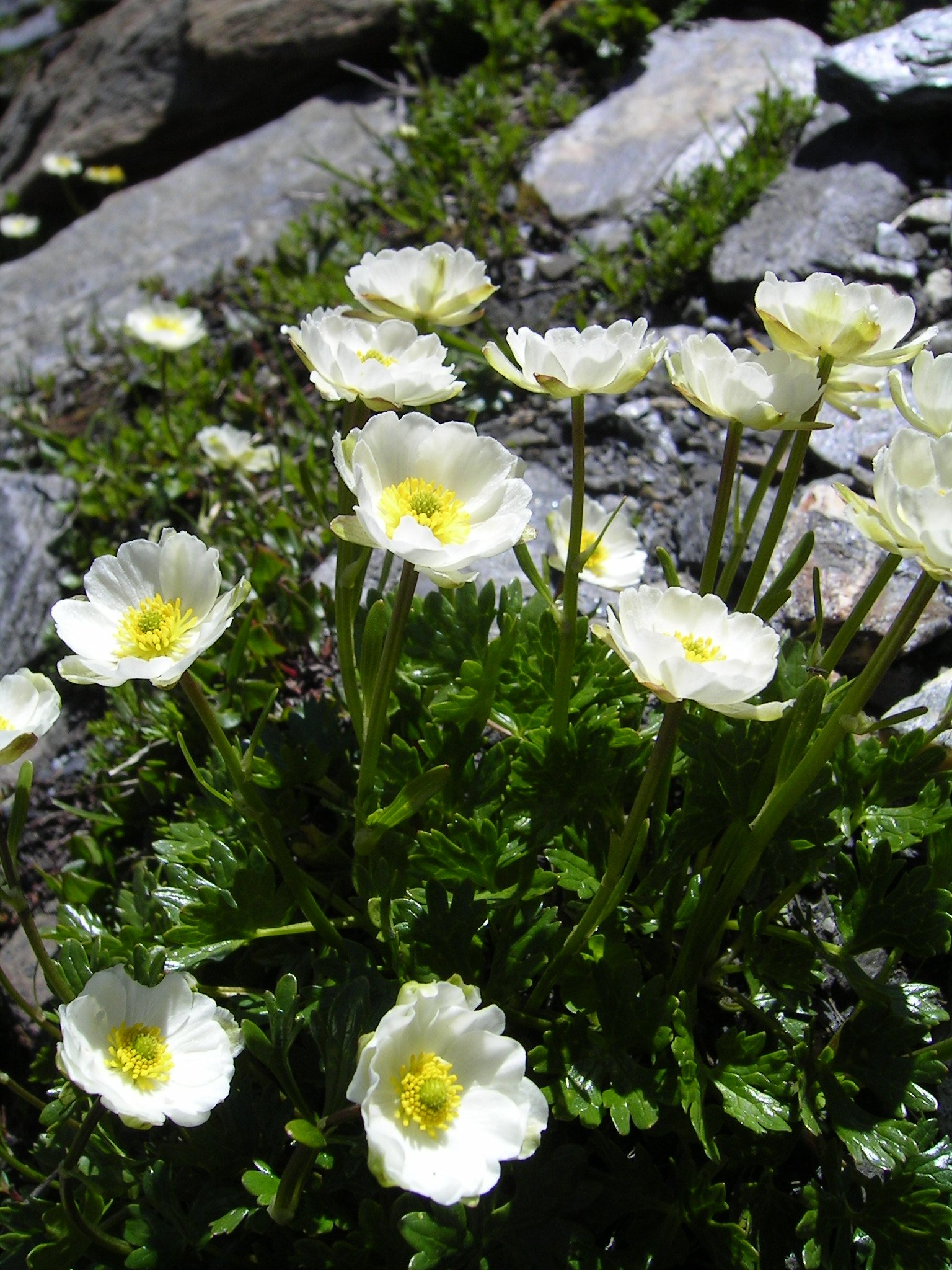
ヤマキツネノボタン R. silerifolius
  - キツネノボタン R. silerifolius var. glaber
  - ハイキツネノボタン R. silerifolius var. prostratus
- ダフリアキンポウゲ R. smirnovii
- オゼキンポウゲ R. subcorymbosus var. ozensis
- タカネキンポウゲ R. sulphureus
- オトコゼリ R. tachiroei
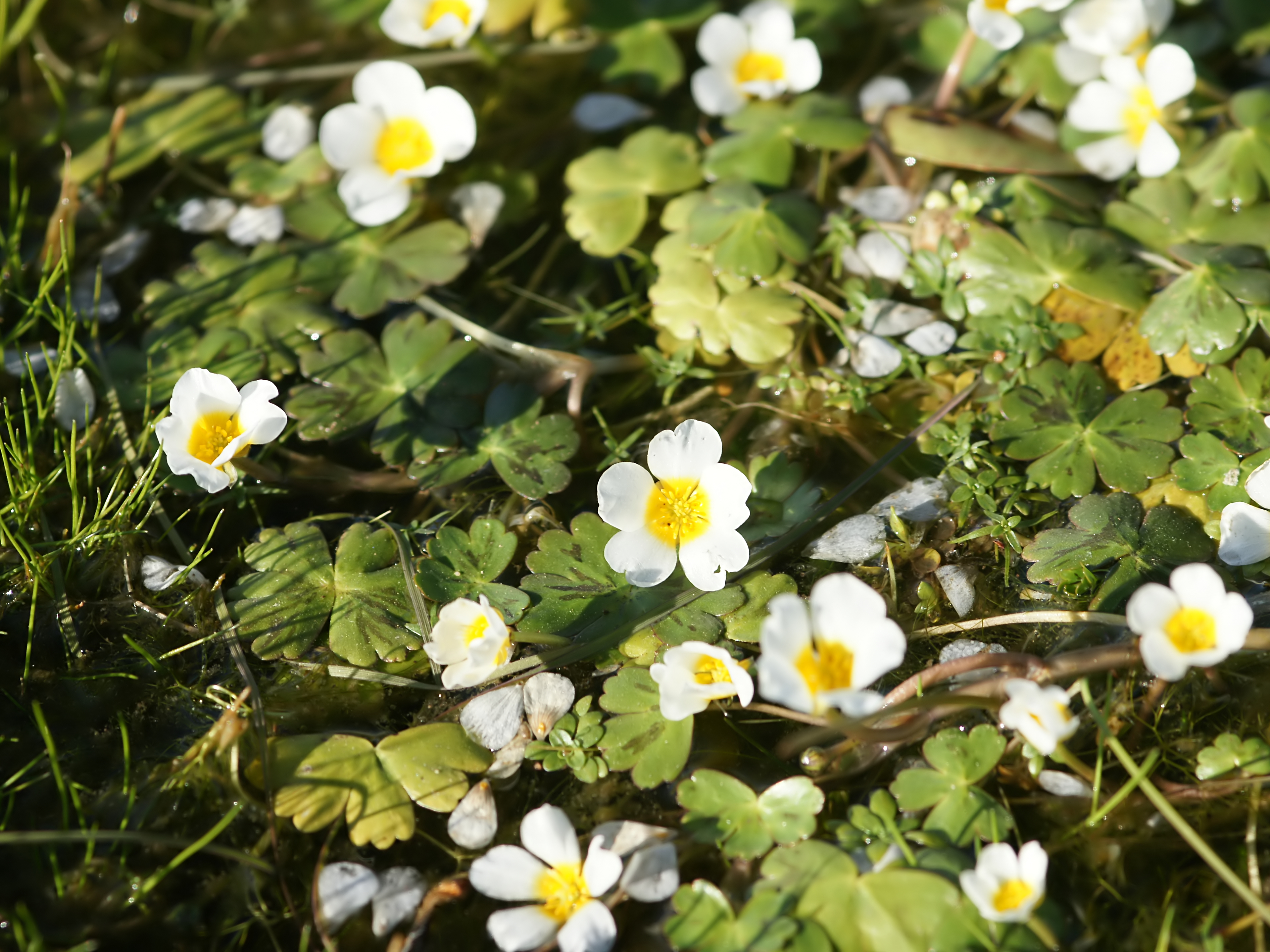
ヒキノカサ R. ternatus
  - リュウキュウヒキノカサ R. ternatus var. lutchuensis
  - ウスゲヒキノカサ R. ternatus f. pilosulus
- ヒメバイカモ R. trichophyllus var. kazusensis
- ヒメキツネノボタン R. yaegatakensis
- ヒメウマノアシガタ R. yakushimensis
- ヤツガタケキンポウゲ R. yatsugatakensis
- チトセバイカモ R. yesoensis

## 関連画像
- ミヤマキンポウゲ
R. acris var. nipponicus
- タマキンポウゲ
R. bulbosus
- タガラシ
R. sceleratus
- ハナキンポウゲ
R. asiaticus
- アルパイン・バターカップ
R. alpestris
- ウォーター・バターカップ
R. aquatilis